# Hacha de armas

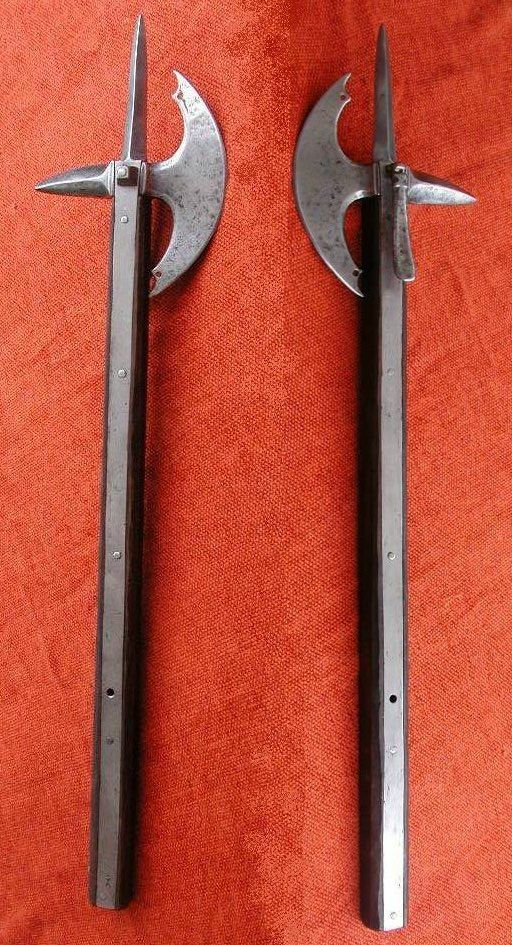
Hacha de armas del, propia de la caballería.

Un hacha de armas es la versión militar de las tradicionales hachas de leñador. En su versión de hacha de guerra, además de la hoja principal tiene uno o dos «petos» (púas, pinchos, picos) adicionales, colocados en el opuesto de la cuchilla, y otras veces lo tiene además en la parte superior del asta y sirve para estocar. En sus versiones medievales, normalmente el asta está «ferrada» (refuerzos metálicos) en sus últimos tercios o bien es totalmente metálica.

## Origen
La denominación «hacha de armas» se refiere básicamente a las hachas militares que a partir del bronce final y sobre todo el medievo surgieron para hacer frente a las cotas de mallas y arneses de placas, pues es en estos siglos donde se hace más necesario "añadir" más armas secundarias (pinchos, picos) a un arma principal como las hojas de las hachas o las cabezas armadas de martillos y mazas. El resto de hachas históricas de armas suelen estar ya bien definidas y delimitadas en el tiempo por sus nombres, adjetivos... como el caso de la francisca de los francos, o el hacha danesa de los países nórdicos, dejando a las demás hachas de periodos más arcaicos como hachas —a secas— o hachas de guerra.
El hacha una de las armas más efectivas dado su inmenso poder para asestar tajos; por ese motivo, resulta una de las armas primordiales empleadas durante toda la historia de las guerras hasta la introducción de las armas de pólvora individuales, junto con la lanza, el arco y la espada.